# Campolongo (Cadore)
Campolongo is een plaats (frazione) in de Italiaanse gemeente Santo Stefano di Cadore.